# Carl Lindbom
Pour les articles homonymes, voir Lindbom.
Carl Lindbom, né le 10 novembre 1991, à Espoo, en Finlande, est un joueur finlandais de basket-ball. Il évolue au poste d'ailier fort.